# Stelis triapiculata
Stelis triapiculata är en orkidéart som beskrevs av Donald Dungan Dod. Stelis triapiculata ingår i släktet Stelis och familjen orkidéer. Inga underarter finns listade i Catalogue of Life.